# Grupo Salvaje (Marvel Comics)
El Grupo Salvaje es un equipo de mercenarios ficticios que aparece en los cómics estadounidenses publicados por Marvel Comics. El equipo está liderado por Silver Sable.

## Historial de publicación
Aparece por primera vez en The Amazing Spider-Man # 265 y fue creado por Gregory Wright, Steve Butler y Jim Sanders.

## Historia
Grupo Salvaje fue formado por el padre de Silver Sable, Ernst Sublinovia, por la aprehensión de delincuentes internacionales, y la recuperación de bienes robados de un amplio espectro de clientes, desde grandes compañías de seguros hasta las naciones pequeñas. Como una joven, Silver Sable fue testigo de la muerte de su madre en manos de terroristas, y fue ahí donde decidió asumir el liderazgo del grupo. Ella se unió al equipo de su padre a la edad de 17 años, y pronto fue promovida a segunda al mando. Más tarde, su padre se embarcó solo para localizar al asesino de su esposa. Silver y Grupo Salvaje lo capturaron, a tiempo para ver al villano matar a su padre y escapar con el cuerpo. Creyendo que su padre había muerto, Sable asumió el mando del Grupo Salvaje.
Cuando el número de criminales de guerra declinó, Sable llevó al Grupo Salvaje hacia otras actividades, y comenzó a vender sus servicios en todo el mundo. El grupo finalmente obtuvo la aprobación del gobierno de Symkaria, y de hecho se convirtió en la principal fuente de ingresos fuera de Symkaria. Aunque normalmente estaba compuesto por soldados mercenarios de élite, Sable de vez en cuando contrataría agentes sobrehumanos independientes que formen parte del grupo, como Paladín, Merodeador, Rocket Racer y Hombre de Arena. Por otra parte, Sable ha formado dos veces versiones de élite del Grupo Salvaje, que comprende a los agentes sobrehumanos - primero con los Forajidos, y más tarde, los Intrusos. Sable también ha sido conocida por parcelar contratos de menor escala para versiones reducidas del Grupo Salvaje como el Equipo Delta.
Una vez, Silver Sable dimitió la dirección del Grupo Salvaje. Esto fue durante un período de introspección después de que Sable creía estar embarazada, aunque esto era en realidad debido a un error informático. Durante este tiempo, el Grupo Salvaje fue dirigido por el padre de Sable, que no había muerto, pero fue rescatado de sus captores por Sable y el Grupo Salvaje. Como Sable monitoreaba los progresos del equipo sin embargo, se sintió obligada a intervenir y tomar parte activa en el liderazgo una vez más, que indica que el equipo era como una familia con ella y era donde pertenecía.
Más recientemente, el Grupo Salvaje se ha vuelto más y más inestable. Los agentes de élite que trabajaron con Sable durante mucho tiempo se habían ido por caminos separados. Sable fue dejada para dirigir un equipo que se estaba volviendo cada vez más holgazán e incompetente. Después de cuatro misiones sin éxito y la traición de varios agentes, Sable decidió que el grupo se había vuelto demasiado roto y fracturado de mantener. Trayendo sus agentes juntos una última vez, Sable les informó que iba a retirarse y que el Grupo mismo se disolvería.

### Los Forajidos
Sable y El Grupo Salvaje han cruzado su camino con muchos héroes en los últimos años, como Ojo de Halcón, Le Peregine y Spider-Man. Después de una serie de encuentros con agentes sobrehumanos, vigilantes, y enemigos, Sable los comenzó a utilizar en futuras misiones. Uno de sus primeros reclutas fue el Hombre de Arena, que intentaba en el momento cambiar sus caminos criminales. Más tarde, Sable decidió crear una versión de élite del Grupo Salvaje, los Forajidos. Los Forajidos destacados asociados a Sable eran Hombre de Arena, Rocket Racer, Merodeador, Puma y Will O' The Wisp. Los Forajidos encuentran a Spider-Man y el equipo Excalibur en el curso de sus aventuras, pero se disolvió pronto en favor del tradicional Grupo Salvaje.

### Los Intrusos
Silver Sable siguió al frente de su Grupo Salvaje en los esfuerzos de los mercenarios. Sable también contrató el héroe Battlestar para servir en el equipo. Cuando el equipo comenzó a atraer asociados sobrehumanos, como el Fin y Devorador de hombres, Sable formó otra rama de elite del Grupo Salvaje, llamada los Intrusos. Los Intrusos dirigidos por el Hombre de Arena, incluido Fin, Devorador de hombres, Paladín y Lightbright, a menudo participaban en misiones de forma independiente del Grupo Salvaje. Aunque nunca se separaron oficialmente, los Intrusos, presumiblemente fueron disueltos por Silver Sable varios meses después.

### Regreso del Grupo Salvaje
Silver Sable luego reapareció después de su aparente muerte y ha reformado el Grupo Salvaje para ayudarla contra la condesa Katrina Karkov, quien se ha aliado con Norman Osborn y su Ejército Duende. Este equipo está formado por Foxtrot, Julieta, Romeo, Tango y X-Ray.

## Miembros conocidos
- Silver Sable (Ernst Sablinova) - Junto con su hermano gemelo Fritz, Silver Sable es uno de los cofundadores y líderes del Grupo Salvaje original. También sirvió en el equipo de los vengadores de 1959.[17]
- Silver Sable (Silver Sablinova) - Silver Sable es la líder del Grupo Salvaje y la hija del Silver Sable original.
- Fritz Sablinova - Junto con su hermano gemelo Ernst, Sablinova es uno de los cofundadores y líderes del Grupo Salvaje original. Es asesinado a tiros por el Extranjero.[18]
- Foxtrot -
- Julieta -
- Romeo -
- Tango -
- X-Ray -

### Equipo del Grupo Salvaje
- Larry Arnold - Arnold es un viejo amigo de Quentino. Cuando Raúl Quentino se lesiona y pierde la capacidad de caminar, le pide a Arnold que tome su lugar en el equipo.[19]
- Battlestar (Lemar Hoskins) - Battlestar tiene fuerza, velocidad, agilidad, durabilidad y reflejos sobrehumanos. Es miembro de A.R.M.O.R.
- Amy Chen (Amelia Chen) - Chen es una asesina altamente cualificada.
- Crippler (Carl Striklan): Crippler es un mercenario y antiguo miembro de HYDRA.
- Doug Powell - Powell es un mercenario que prueba para el equipo en el primer número de Silver Sable & the Wild Pack.
- Raul Quentino - Quentino es un ex pandillero con habilidades y habilidades electrónicas. Él ha construido y reparado todo el equipo utilizado por el Wild Pack en sus misiones. Raúl termina herido lo suficiente como para ser parapléjico en una de las misiones.
- Hombre de Arena (William Baker): Hombre de Arena tiene la capacidad de convertir su cuerpo en arena.

### Administración y soporte del Grupo Salvaje
- Lorna Kleinfeldt - Kleinfeldt es la gerente de Grupo Salvaje.
- Mortimer - El tío Morty es el tío de Silver Sable. Él actúa como su asistente.
- Samantha Powell - Powell trabaja para el departamento de relaciones públicas de Silver Sable International, la corporación que administra Wild Pack.
- Silver Wolf (Andreas Vadas) - Silver Wolf es la mano derecha de Silver Sable en Silver Sable International. Él traiciona al equipo a una organización terrorista.[20]

### Los Forajidos
- Merodeador (Hobie Brown) - Merodeador usa una capa que permite volar y aparatos en sus muñecas y tobillos que producen varias armas de proyectiles.
- Puma (Thomas Fireheart): Puma tiene la capacidad de transformarse en un werecat. Él es el CEO de Fireheart Enterprises.
- Corredor Cohete (Robert Farrell): Rocket Racer usa una patineta de propulsión a chorro y usa guantes que pueden disparar misiles. Él está trabajando para Briggs Chemical LLC.
- Hombre de Arena
- Will o' the Wisp (Jackson Arvad) - Will o' the Wisp tiene la capacidad de controlar la densidad de su cuerpo.

### Intrusos
- Fin - Fin tiene fuerza sobrehumana. Es miembro de Garrison, elequipo de Iniciativa de Vermont.
- Lightbright (Obax Majid): Lightbright puede proyectar calor y luz desde su cuerpo.
- Man-Eater (Malcolm Gregory Murphy) - Man-Eater es un humano y un tigre se fusiona en un solo cuerpo. Es miembro de Garrison, el equipo de Iniciativa de Vermont.
- Paladín - Paladín tiene una fuerza, velocidad, agilidad, durabilidad y reflejos sobrehumanos.
- Hombre de Arena

### Lanza Libre
- Gato (Shen Kuei)[21] - Gato es un experto en artes marciales.
- Deathlok (Michael Collins)[22] - Deathlok es un cyborg que tiene fuerza, velocidad, agilidad, durabilidad, reflejos, vista y oído sobrehumanos.
- Hawkeye (Clinton Francis Barton)[13] - Hawkeye es un maestro arquero y tirador. Es miembro de los Vengadores, en el personal de la Academia Vengadores y miembro de los Vengadores Secretos de S.H.I.E.L.D.
- Madcap[21] - Madcap tiene la capacidad de controlar las mentes de las personas, volviéndolos locos durante varios minutos. Él también tiene un factor de curación. Cuando es contratado por Sable, se disfraza de Nomad. Es miembro de los Maestros del Mal.
- Le Peregrine (Alain Racine)[13] - Le Peregrine es un experto en savate (kickboxing francés) y usa un traje de vuelo.
- Paladín
- Merodeador
- Rocket Racer
- Hombre de Arena
- Spider-Man (Peter Benjamin Parker)[8] - Spider-Man tiene fuerza, velocidad, agilidad, durabilidad y reflejos sobrehumanos. También posee la capacidad de adherirse a las superficies y tiene un sentido arácnido, alertándolo del peligro. Es miembro de los Vengadores.

## Otras versiones
Hay una versión Ultimate Marvel del Grupo Salvaje que es liderado por Silver Sable para derrotar a Spider-Man, y después por Venom. Los miembros conocidos del Grupo Salvaje son Chen, Powell y Quentino.

## En otros medios

### Televisión
- El Grupo Salvaje accompañó a Silver Sable en la serie los Seis Guerreros Olvidados de la serie de TV Spider-Man.
- El Grupo Salvaje aparece en el episodio de Spider-Man "Take Two".[25] La alineación consiste en Silver Sable, Paladin, Puma y Battlestar. Fueron contratados por un cliente anónimo para robar el Neuro Cortex, que comenzó con Paladin luchando brevemente contra Spider-Man cerca de Oscorp para que Silver Sable pueda aprender sus movimientos. En lo que se refiere al atraco, Wild Pack pelea contra Spider-Man en Horizon High y en las afueras de Manhattan. Spider-Man recibe la inesperada ayuda del Doctor Octopus para derrotar al Wild Pack y reclamar el Neuro Cortex. Mientras está en prisión, Silver Sable le dice a Paladin que su cliente anónimo tiene un plan a largo plazo para el Neuro Cortex.

### Videojuegos
- Silver Sable y el Grupo Salvaje aparece en el videojuego Ultimate Spider-Man. Bolivar Trask contrata al Grupo Salvaje para capturar a Eddie Brock Jr. para que él y Adrian Toomes puedan recrear el traje Venom. Los soldados del Grupo Salvaje sirven como enemigos en el juego.
- Silver Sable y el Grupo Salvaje aparecen en el videojuego Spider-Man: Shattered Dimensions.  Spider-Man los encuentra en el universo Asombroso, tratando de capturar al supervillano Juggernaut por una recompensa. El Grupo Salvaje también ataca a Spider-Man para reclamar una recompensa por él también.